# Rudolf Virchow
Rudolf Ludwig Karl Virchow (ur. 13 października 1821 w Schivelbein, zm. 5 września 1902 w Berlinie) – niemiecki patolog, antropolog i higienista, jeden z założycieli „medycyny społecznej”, w latach 1849–1902 profesor uniwersytetów w Würzburgu i Berlinie, organizator życia naukowego. Laureat Medalu Copleya (1892).

## Życiorys

### Dzieciństwo

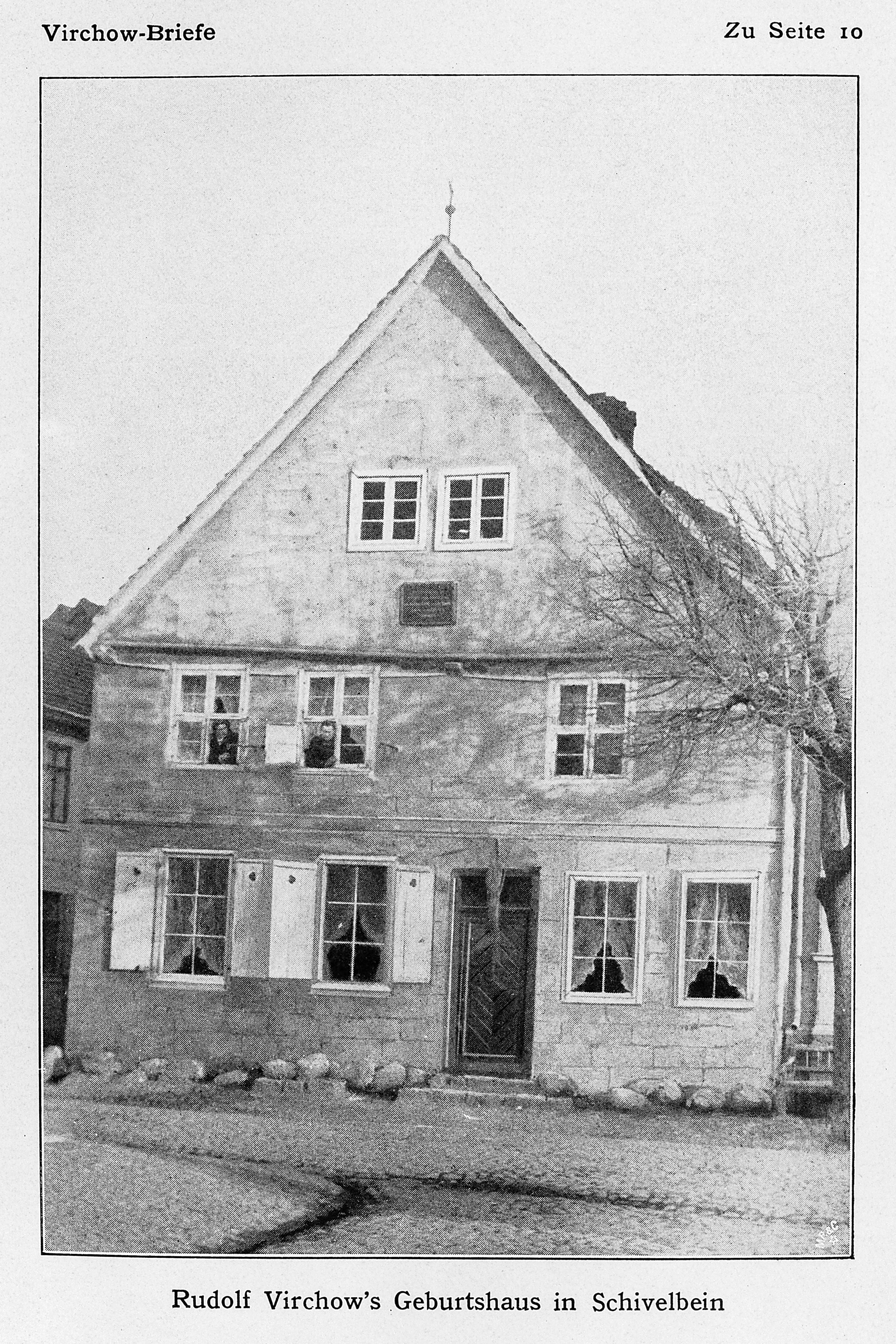
Dom w Świdwinie

Urodził się 13 października 1821 w miejscowości Schivelbein (dziś Świdwin), gdzie jego ojciec, Carl Christian Virchow, był urzędnikiem miejskim (skarbnikiem) i rolnikiem (według innych źródeł Rudolf Virchow był jedynym synem kupca). Matka, Johanna Maria z domu Hesse, pochodziła z Białogardu (niem. Belgard). Dziadkowie ze strony ojca i ze strony matki byli rzeźnikami.
Rudolf Virchow ukończył szkołę średnią w roku 1839 w Koszalinie (niem. Köslin, łac. Coslinum). Otrzymał stypendium wojskowe, które pozwoliło mu na podjęcie studiów medycznych w Berlinie.

### Studia i pierwsze lata pracy zawodowej
Studiował na Uniwersytecie Berlińskim, gdzie jego nauczycielem był Johannes Peter Müller. Pracę dyplomową obronił 21 października 1843. W czasie badań formułował nowy „komórkowy model choroby” (por. cytopatologia i histopatologia) – dokonał prób scharakteryzowania reumatyzmu w powiązaniu z badaniami zmian w rogówce (przyjął założenia niepoprawne w kontekście dzisiejszej wiedzy). W roku 1844 został asystentem i uczniem Roberta Froriepa, prosektora i konserwatora w muzeum patologicznym szpitala Charité, a w roku 1846 jego następcą. 

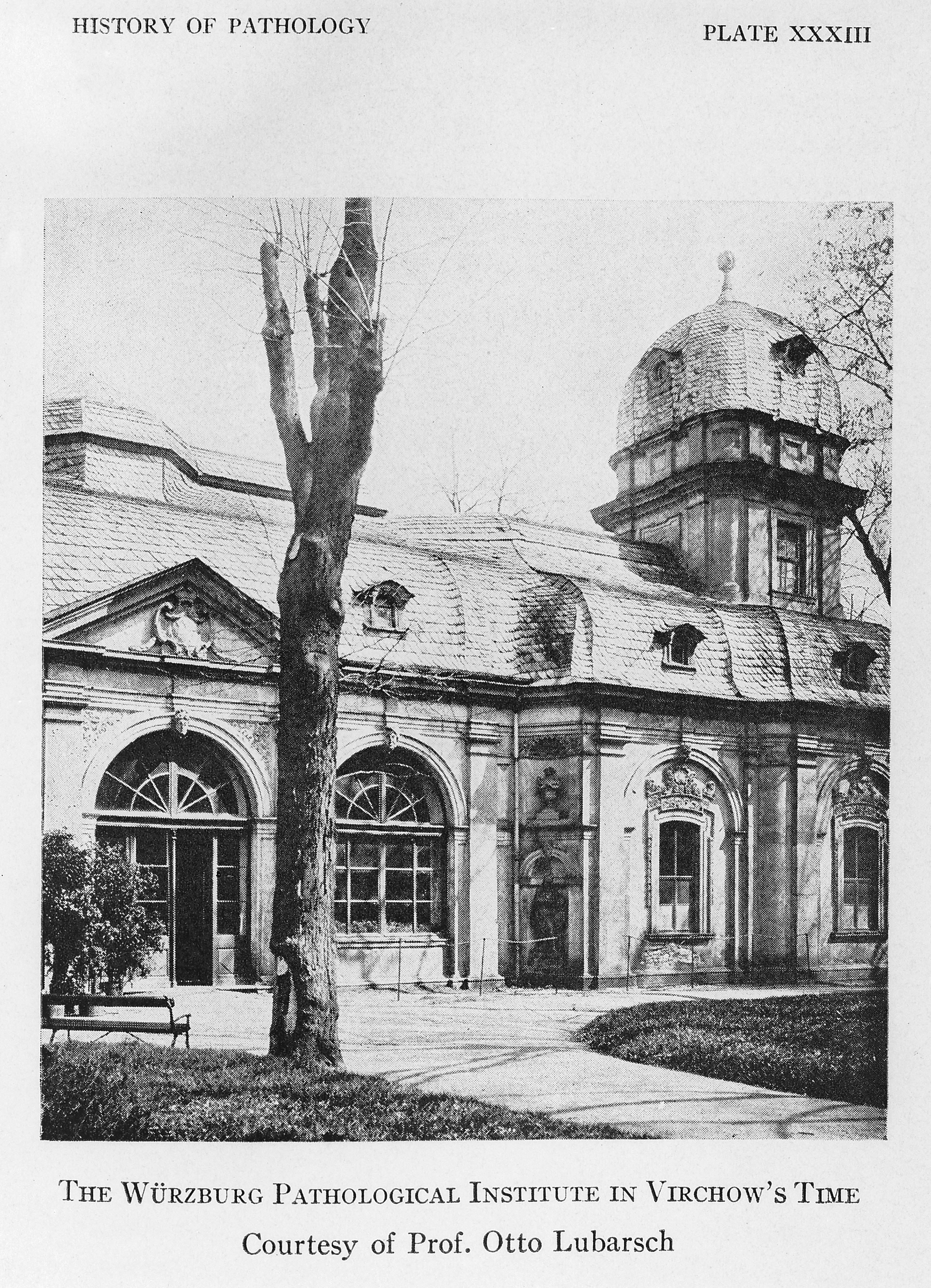
Pathological institution
w Würzburgu

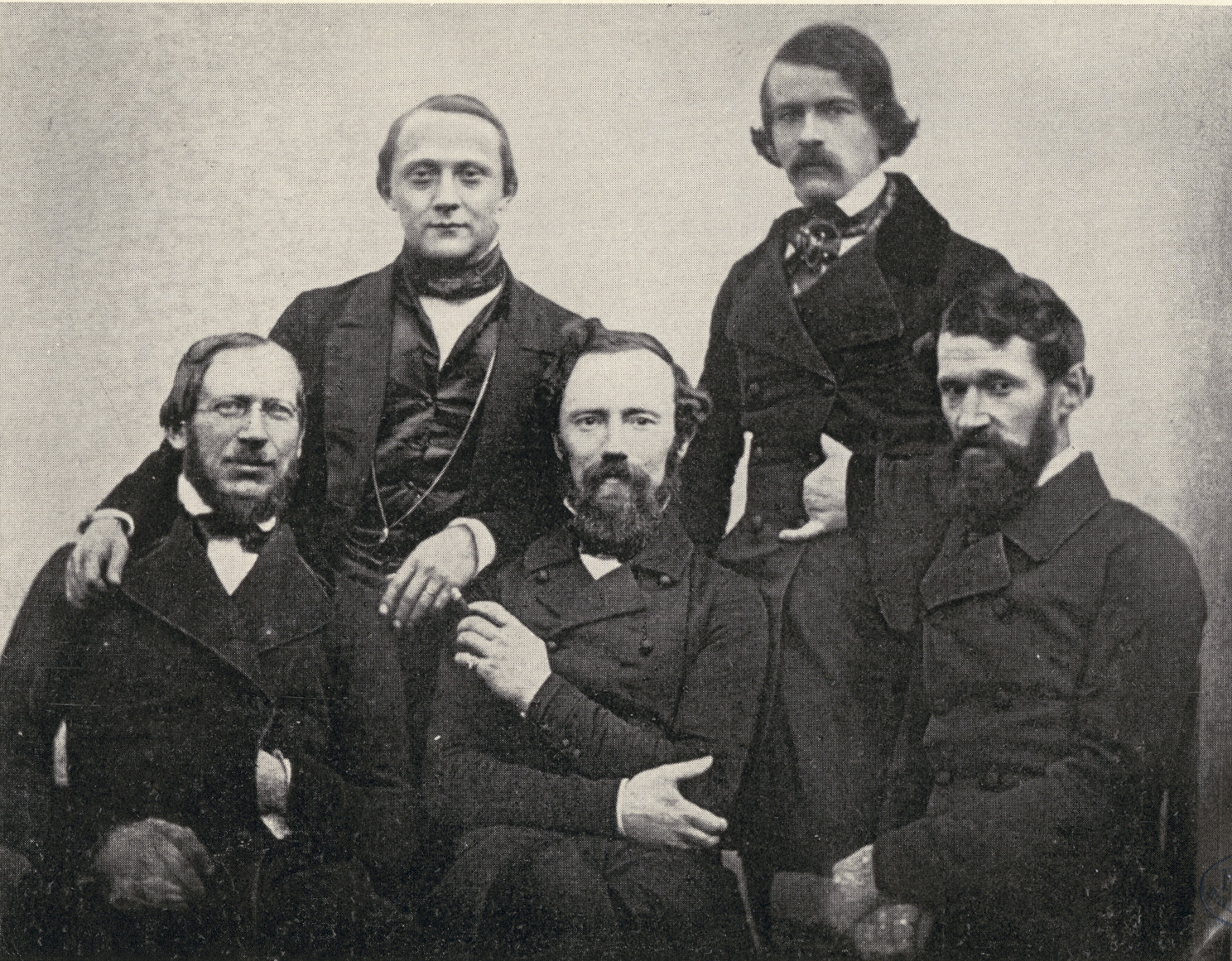
Założyciele „Societas physico-medic“ (Rudolf Virchow stoi pierwszy od lewej)

W roku 1847 uzyskał habilitację na Uniwersytecie Berlińskim i – wspólnie z  przyjacielem i współpracownikiem w Charité, Benno Reinhardtem – założył czasopismo Archiv für pathologische Anatomie und Physiologie und für klinische Medicin. Celem tej inicjatywy było tworzenie porozumienia między przedstawicielami różnych specjalizacji lekarskich, np. medycyny klinicznej, anatomii patologicznej, fizjologii, epidemiologii itp. Podobne cele realizowali twórcy Physikalisch-Medizinische Gesellschaft, utworzonego w grudniu 1849 roku w Würzburgu. Rudolf Virchow dołączył do grupy inicjatorów, do której należeli Albert von Kölliker, Johann Joseph von Scherer, Franz Kiwisch von Rotterau i Franz von Rinecker.

### Początki starań o zdrowie publiczne
Zimą 1847/1848 r. na pogrążonym w depresji Górnym Śląsku wybuchła epidemia tyfusu. Zbiegła się z głodem, będącym skutkiem nieurodzaju w poprzednich latach. Pojawiła się nawracająca "gorączka głodu". Władze centralne w Berlinie powołały komisję zobowiązaną do przeanalizowania sytuacji i opracowania zaleceń postępowania. Został do niej włączony 26-letni Rudolf Virchow, wówczas prosektor i adiunkt patologii w szpitalu Charité.
Autorzy raportu stwierdzili, że epidemia  jest w większym stopniu problemem społecznym niż medycznym – niezbędne są radykalne zmiany polityki społecznej. 
Od lipca 1848 do czerwca 1849 Virchow, wspólnie z Rudolfem Leubuscherem (przyjacielem ze studiów, ordynatorem szpitala Charité), redagował tygodnik Die medicinische Reform. Zaczął być określany jako socjalista. Był aktywny w czasie Wiosny Ludów (rewolucja marcowa 1848). Został zawieszony na stanowisku w Charité i stracił pensję państwową. Dopiero w 1849 roku dostał powołanie na katedrę anatomii patologicznej na Uniwersytecie w Würzburgu, a w 1856 roku mógł wrócić na stanowisko profesora patologii w Charité. Pracował tam do śmierci w 1902 roku. 

### Uczestnictwo w życiu politycznym
Rudolf Virchow był jednym z grupy założycieli i liderów liberalnej Niemieckiej Partii Postępu (Deutsche Fortschrittspartei). Do grupy należeli historyk poeta i prawnik Theodor Mommsen, wynalazca przemysłowiec Werner von Siemens, właściciel fabryki Paul Singer i inni. Partia zdobyła większość głosów w pierwszej turze wyborów do Reichstagu w 1861 roku i była najsilniejszą frakcją w pruskiej Izbie Reprezentantów. W jej programie założycielskim przewidywano reformy konstytucyjne. Partia opowiadała się m.in. za demokracją przedstawicielską, rządami prawa i przyznaniem szerokich uprawnień samorządom lokalnym. 

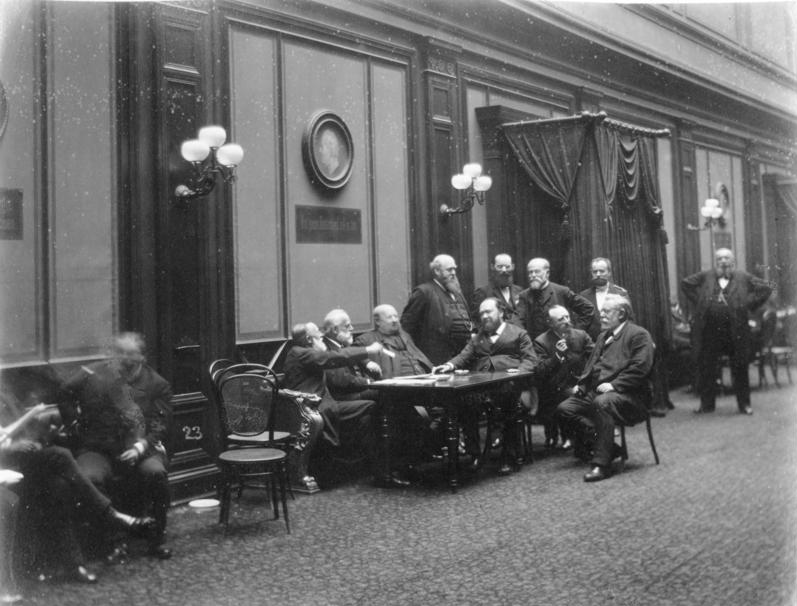
Grupa posłów Deutsche Freisinnige Partei w Reichstagu (1889)

Był twórcą pojęcia Kulturkampf – użył go 17 stycznia 1873 podczas przemówienia w niższej izbie Pruskiego Sejmu Krajowego.
Jako polityk nie przerywał starań na rzecz zdrowia publicznego (np. usługi medyczne dla ubogich, szczepienia dla dzieci, realizacja różnych projektów sanitarnych) (przykład: Die Interpellation des Abgeordneten Virchow an den Cultus-Minister von Mühler, in Betreff der Ling-Rothstein'schen sogenaunten rationellen Gymnastik, 1862). W okresie pruskiego konfliktu konstytucyjnego Virchow uczestniczył w burzliwych debatach parlamentarnych (liberałowie domagali się realizacji żądań z okresu rewolucji marcowej 1848 roku, np. odpowiedzialności rządu przed parlamentem). Virchow bywał bezkompromisowy. Doprowadziło to m.in. do głośnego wyzwania na "pojedynek" przez Bismarcka (zob. Trichinen und die Duell-Forderung Bismarcks an Virchow im Jahre 1865).

## Obszary działalności naukowej

### Biologiczne badania  naukowe

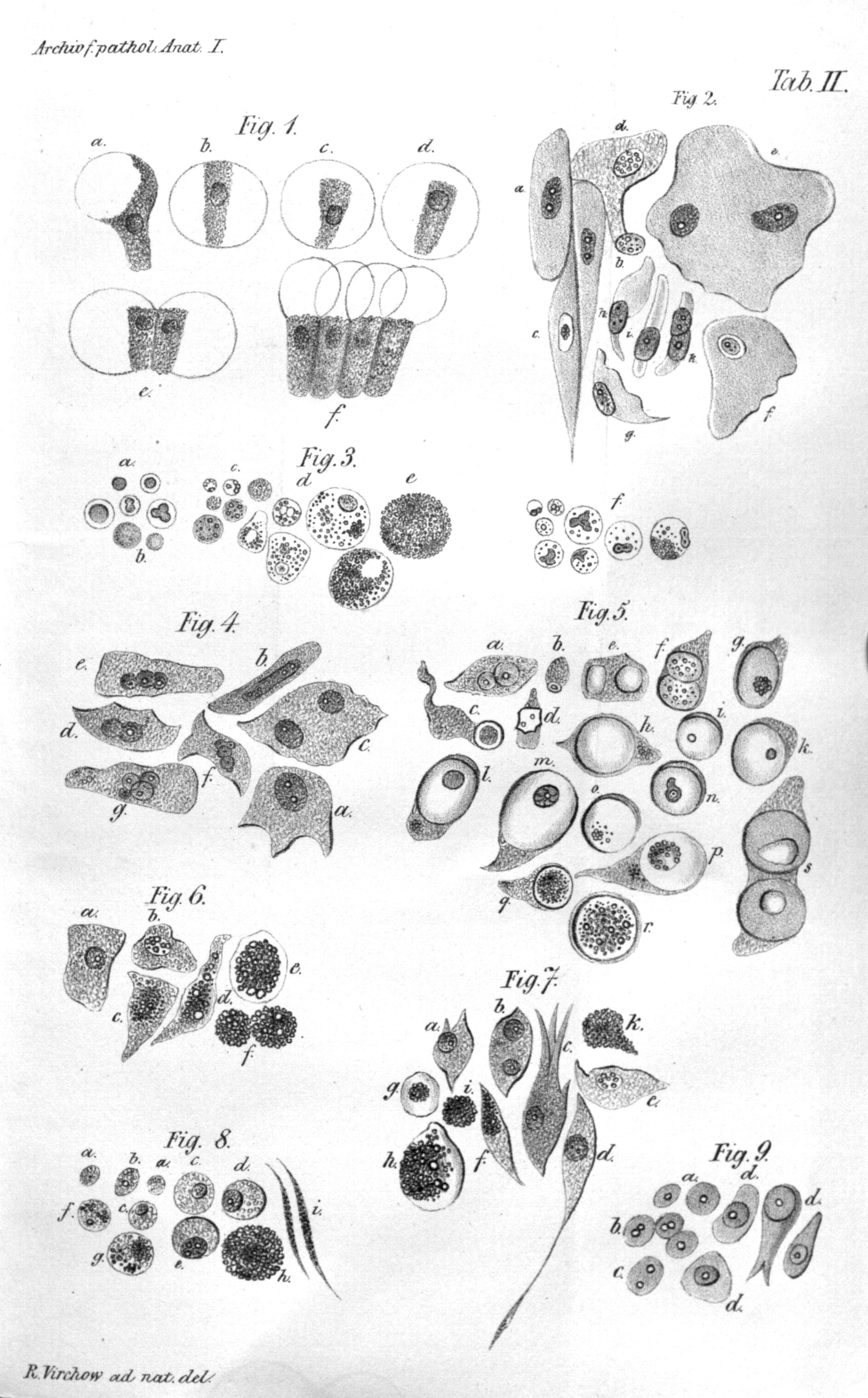
Virchows Archiv 1847

XIX wiek jest nazywany „nową erą biologii”. Szybko rosnące zasoby wiedzy i doskonalone techniki badawcze ułatwiały gromadzenie faktów naukowych, formułowanie nowych hipotez i tworzenie teorii naukowych (zob. metoda naukowa).
Rudolf Virchow jako jeden z pierwszych wykonywał biopsje, sformułował pojęcie białaczki i amyloidozy, pozostawił cenne prace na temat nowotworów, zakrzepów, zatorów i gruźlicy, zajmował się także mianownictwem medycznym (zob. eponimy medyczne). Rozszerzył teorię komórkową. Kontrowersje budziła np. koncepcja Rudolfa Virchowa dotycząca patologii komórkowej. Błędne okazało się twierdzenie, że leukocyty odgrywają zasadniczą rolę w transporcie bakterii po organizmie. 

#### Wybrane prace

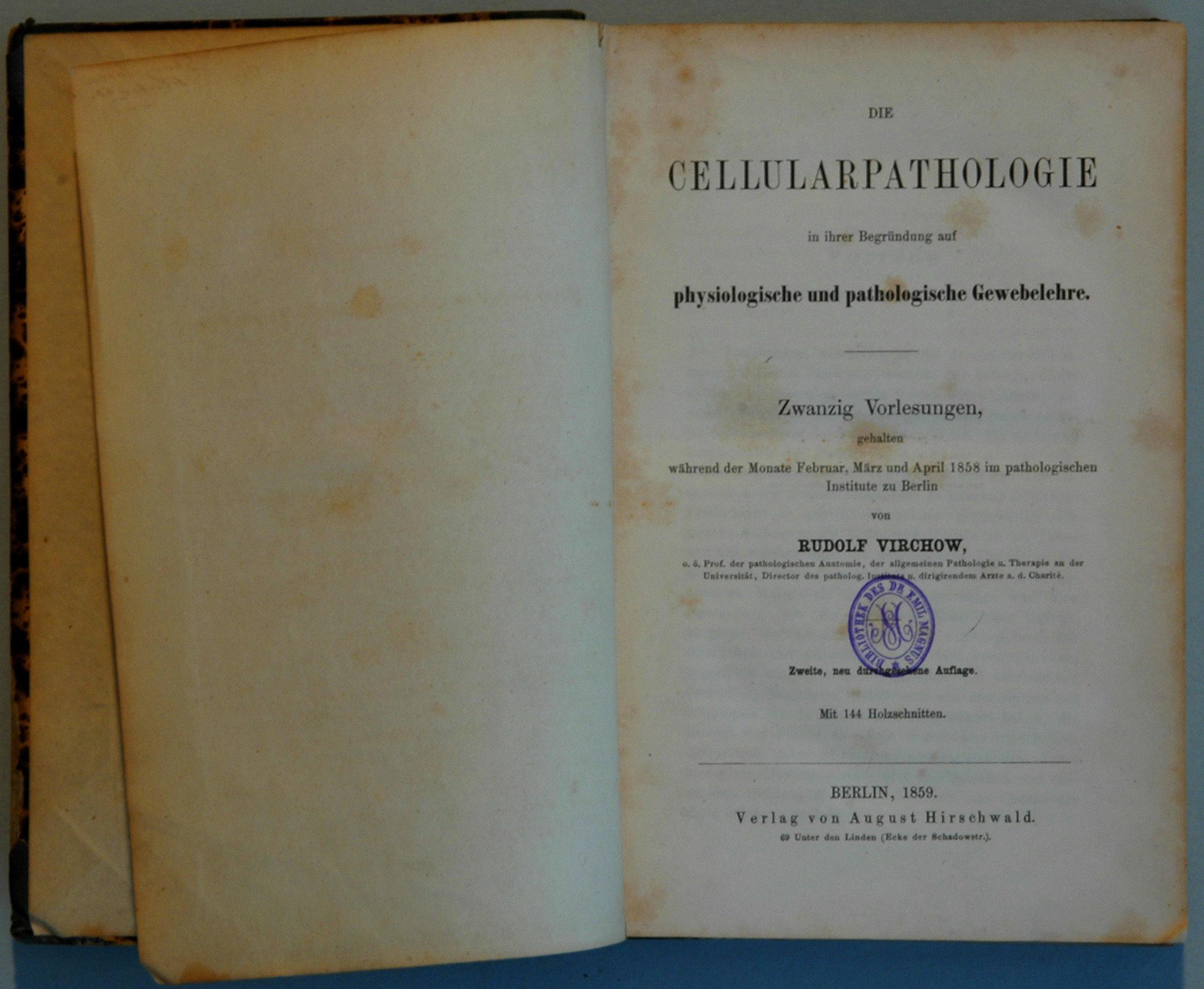
Strona tytułowa Patología celular (wyd.II, 1859)

- Specielle pathologische Anatomie 1858[13]
- Die krankhaften Geschwülste. Dreissig Vorlesungen, gehalten während des Wintersemesters 1862-1863 A. Hirschwald, Berlin 1863 – 1865. 3 Bde.
- Canalisation oder Abfuhr? 1869.
- Die Einheitsbestrebungen in der wissenschaftlichen Medicin. Berlin 1849.
- Die öffentliche Gesundheitspflege. [w:] Die Medicinische Reform. 1.1848,5, 21-22; 7, 37-40; 8, 45-47; 9, 53-56.
- Gesammelte Abhandlungen auf dem Gebiete der öffentlichen Medicin und der Seuchenlehre. 2 Bde. Berlin 1879.
- Gegen den Antisemitismus. 1880.
- Die Cellularpathologie in ihrer Begründung auf physiologische und pathologische Gewebelehre. Verlag von August Hirschwald, 1871[14]

### Badania historyczne (archeologia, peleoantropologia)
W 1871 roku Rudolf Virchow prowadził pierwsze wykopaliska archeologiczne w Wolinie (zob. Wolinianie). Prowadził wykopaliska również w innych rejonach Pomorza (archeologów interesują m.in. okolice dzisiejszego Marianowa. Uważał się za Pomorzanina, potomka Słowian i wykazywał to w swoich pracach o historii Pomorza Zachodniego, wiążąc pochodzenie swojej rodziny i nazwisko z jeziorem Wirewo (niem. Virchow-See, obecne Wierzchowo).
Artykuły publikował m.in. w czasopiśmie Baltische Studien. Spostrzeżenia opublikowane w pierwszym z artykułów („Baltische Studien” 1868) referował w roku 1865 na posiedzeniu stowarzyszenia „Verhandlungen der medizinischen Gesellschaft” w Berlinie. Dotyczyły one „kości patologicznych” kompletnego szkieletu, osobiście wydobytego w roku 1864 z wczesnohistorycznego grobowca w pobliżu Stargardu.
Wiele uwagi Virchow poświęcił historii klasztoru Kartuzów w Świdwinie, ufundowanego przez Konrada von Erlichshausena, wielkiego mistrza krzyżackiego w latach 1441–1449. 

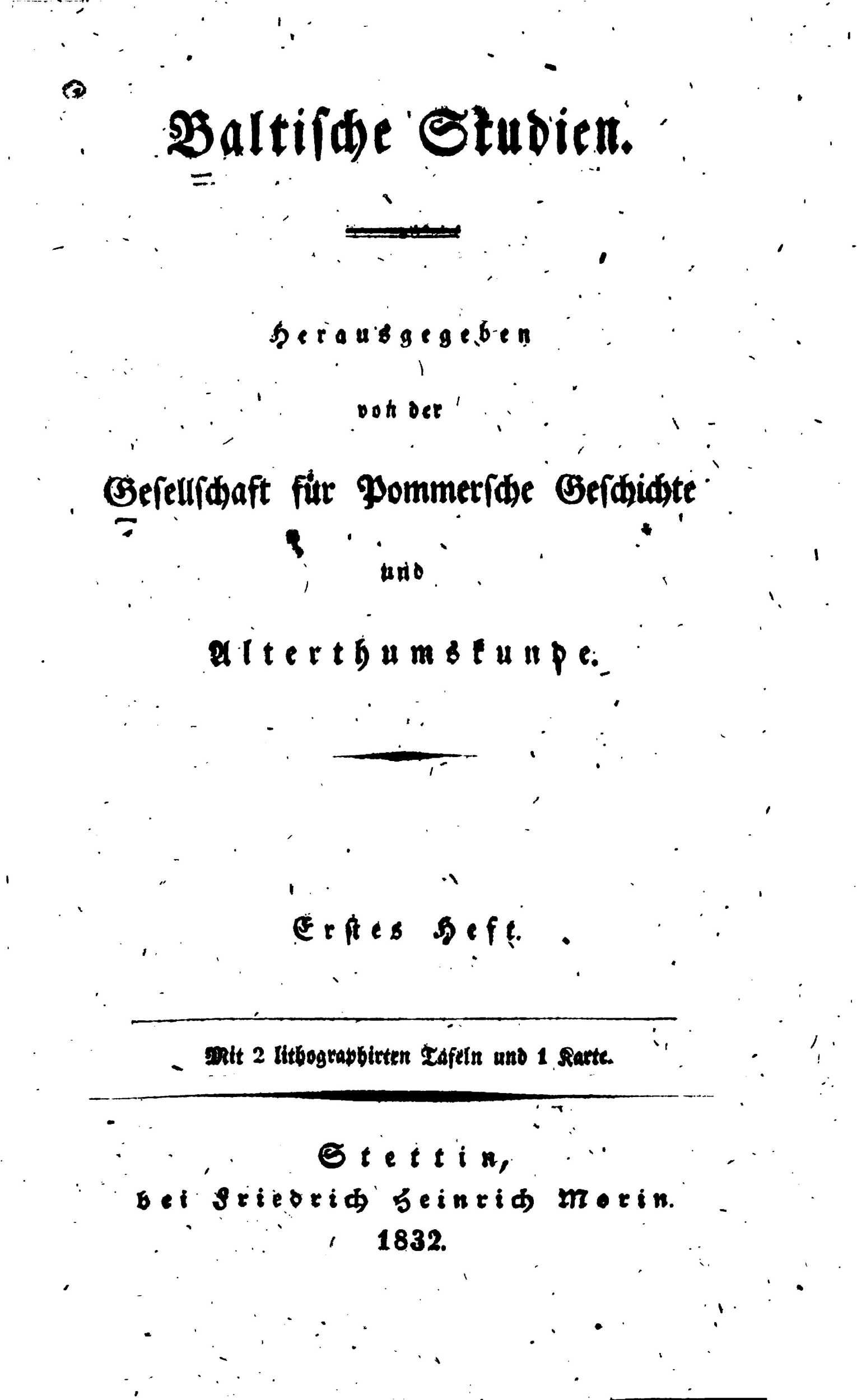
Baltische Studiende (1832)

Za istotną dla swoich badań Virchow uznał informacje o darowiźnie złożonej w 1443 roku przez zachodniopomorski ród szlachecki Borków oraz darowiznę z 1447 roku w postaci budynku w Świdwinie i gruntów poza miastem, dokonaną przez miasto. Panowanie krzyżackie nad Świdwinem skończyło się w roku 1454 – władzę objęli elektorzy brandenburscy. Virchow stwierdził, że klasztor „był straconą pozycją w prastarym kraju słowiańskim” (zob. też historia Świdwina).

#### Publikacje na temat historii Pomorza
W pracy pt. Rudolf Virchow o dziejach Pomorza (1960) Stanisław Schwann wymienił: 
- Bronzefunde aus einem Grabhügel bei Zuch, „Verhandlungen der Berliner Gesellschaft für Anthropologie, Ethnologie und Urgeschichte”, Berlin 1875, s. 25 i dalsze (współautor von Graudecker).
- Das Karthaus von Schivelbein (artykuł niepodpisany), „Baltische Studien” 1843, zesz. 2, s. 51–94
- List pisany do ojca z Berlina, datowany 22 lutego 1842 r. Briefe an seine Eltern (1839–1864), wyd. M. Rabl, Leipzig 1906, s. 47; Virchow Werk und Wirkung, wyd. F.Boenheim, Berlin 1957, s. 39
- Münzfund bei Claushagen, „Baltische Studien” 1869, s. 114–115
- Pathologische Knochen aus einem Hünengrab, „Verhand lungen der Berliner medizinischen Gesellschaft”, t. I. „Baltische Studien” 1868, s. 348–351

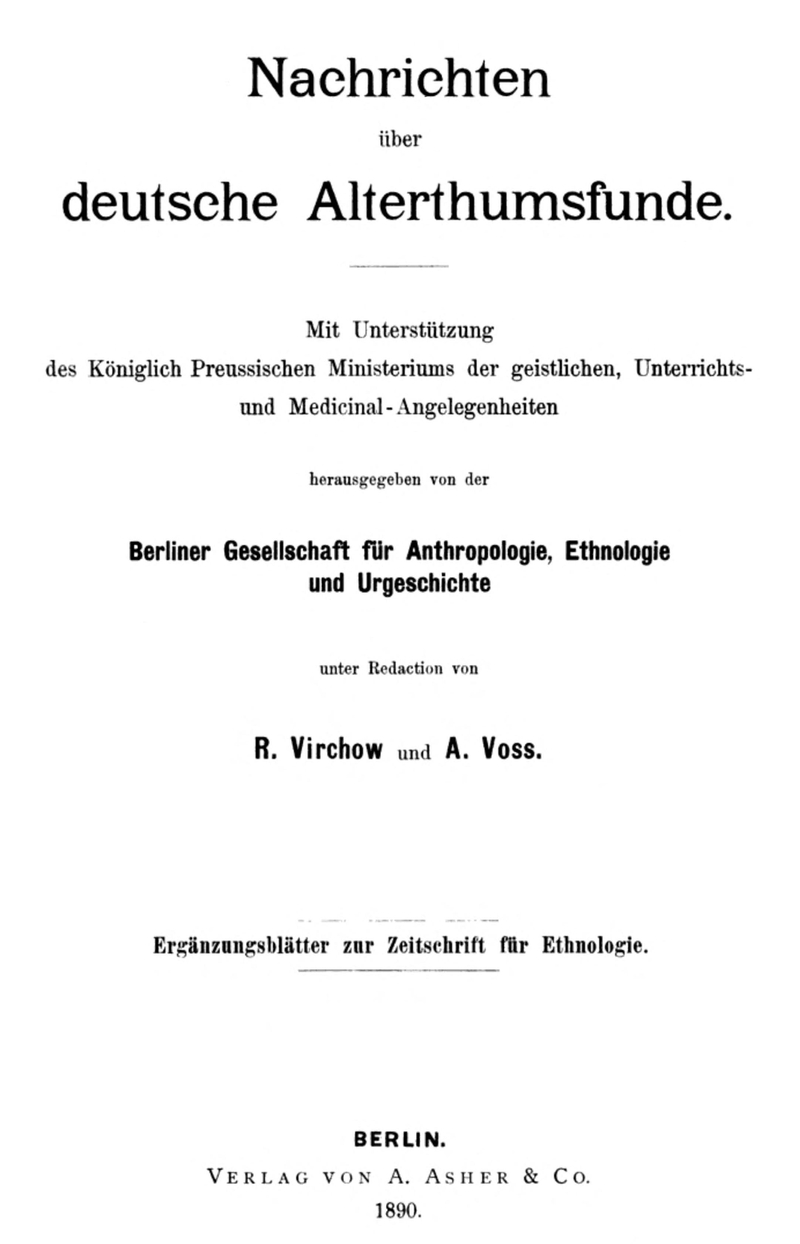
Nachrichten über deutsche Alterthumsfunde (1890)

- Schivelbeiner Alterthümer (I. Die Abtrennung Schivelbeins von Pommern, II. Die Herren von der Elbe, III. Ethymologisches), „Baltische Studien” 1866, z. 1, s. 179––196
- Steinsetzungen bei Schivelbein, „Verhand lungen der Berliner Gesellschaft für Anthropologie, Ethnologie und Urgesch ichte”, Berlin 1877, s. 468 i dalsze
- Uber pommersche Gräberfelder, besonders bei Storkow, Mulkentin und Gross-Wachlin zwischen Stargard und Massow, „Baltische Studien” 1869, s. 103–113
- Zur Geschichte von Schivelbein (I. Quellen, II. Nachträge zur Geschichte des Karthauses, III. Die Landvögte von Polenz), „Baltische Studien” 1847, zesz. 2, s. 1–33

### Nachrichten über deutsche Altertumsfunde
O trwałości zainteresowania Virchowa odczytywaniem historii ze śladów archeologicznych świadczy m.in. podjęta w roku 1890, decyzja o wydawaniu „Nachrichten über deutsche Altertumsfunde” – zbioru artykułów dotyczących różnych niemieckich znalezisk starożytnych. Archiwizacja tekstów, umożliwiła interpretację m.in. licznych archeologicznych odkryć dokonywanych niezależnie na dużym obszarze wędrówki plemion germańskich, polskich i innych. Już w pierwszym roku ukazała się praca nt. urny znalezionej przez archeologów w pobliżu miejscowości Nienburg (Saale). W następnych dziesięcioleciach liczne podobne urny znaleziono na terenie Saksonia-Anhalt, co umożliwiło zdefiniowanie kolejnej kulturowej grupy, nazwanej – od miejsca pierwszego odkrycia – Nienburger Tasse.
A.  Urna z kulturowej grupy Nienburger Tasse, znaleziona w pobliżu Hohnhorst (2014)
B. Epoka żelaza: pole żółte – kultura Harpstedt-Nienburg, ciemnoczerwone – jastorfska
Wytrwałe gromadzenie eksponatów i badania paleopatologiczne nie zmieniły błędnego przekonania Virchowa, że opisana przez Darwina teoria ewolucji jest tylko hipotezą, wymagającą sprawdzenia.

### Troja
Rudolf Virchow był przyjacielem Heinricha Schliemanna i Franza Boasa (etnologa, prekursora antropologii kulturowej). Osobiście uczestniczył w wykopaliskach w Troi w 1879 roku. Po odkryciu tzw. Skarbu Priama pośredniczył w przekazaniu kolekcji trojańskiej Schliemanna do Berlińskiego Muzeum Etnologicznego. 

## Odznaczenia i wyróżnienia
- – Honorowe obywatelstwo Berlina
- 1872 – Order Olgi
- 1884 – Foreign Member of the Royal Society
- 1892 – Medal Copleya za badania w dziedzinie patologii, anatomii i archeologii
- 1893 – Croonian Lecture
- 1898 – Medal Helmholtza
- 1900 – Austro-węgierska Odznaka Honorowa za Dzieła Sztuki i Umiejętności[19]
- 1900 – tytuł doktora honoris causa Uniwersytetu Jagiellońskiego[20].
- 1901 – Cothenius Medal
- 1901 – Orden Pour le Mérite Für Wissenschaften Und Künste[21]

## Upamiętnienie

Trzy czynniki ryzyka zakrzepicy żylneju5 (triada Virchowa)

W terminologii medycznej są znane nazwy: 
- triada Virchowa
- węzeł Virchowa
- przestrzeń Virchowa-Robina

i inne eponimy z nazwiskiem Virchow (zob. sekcja Eponymous medical terms w haśle en:Rudolf Virchow)

Dowody pamięci o Rudolfie Virchowie znajdują się też w wielu miejscach świata. Jego imię nadano wielu instytucjom związanym z medycyną, np.: 
- Rudolf Virchow Center w kampusie medycznym Uniwersytetu w Würzburgu[22]
- Charité Campus Virchow-Klinikum w Berlinie[23]
- Rudolf Virchow Klinikum w Glauchau[24]
- "Rudolf Virchow Medal", Oregon State University Libraries' Special Collections & Archives Research Center

Upamiętnieniu sylwetki i dokonań R. Virchowa służy również książka pt. Rudolf Virchow: Four Lives in One (autor: Leslie Dunn).

## Życie prywatne

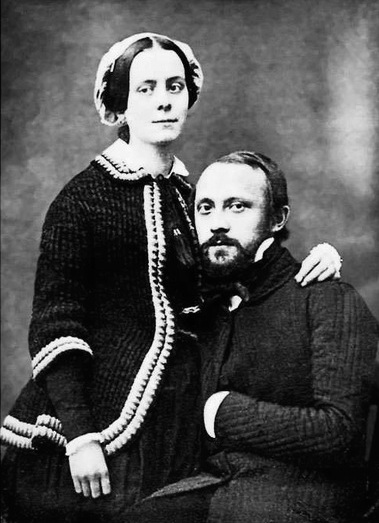
Rose i Rudolf Virchow (1851)

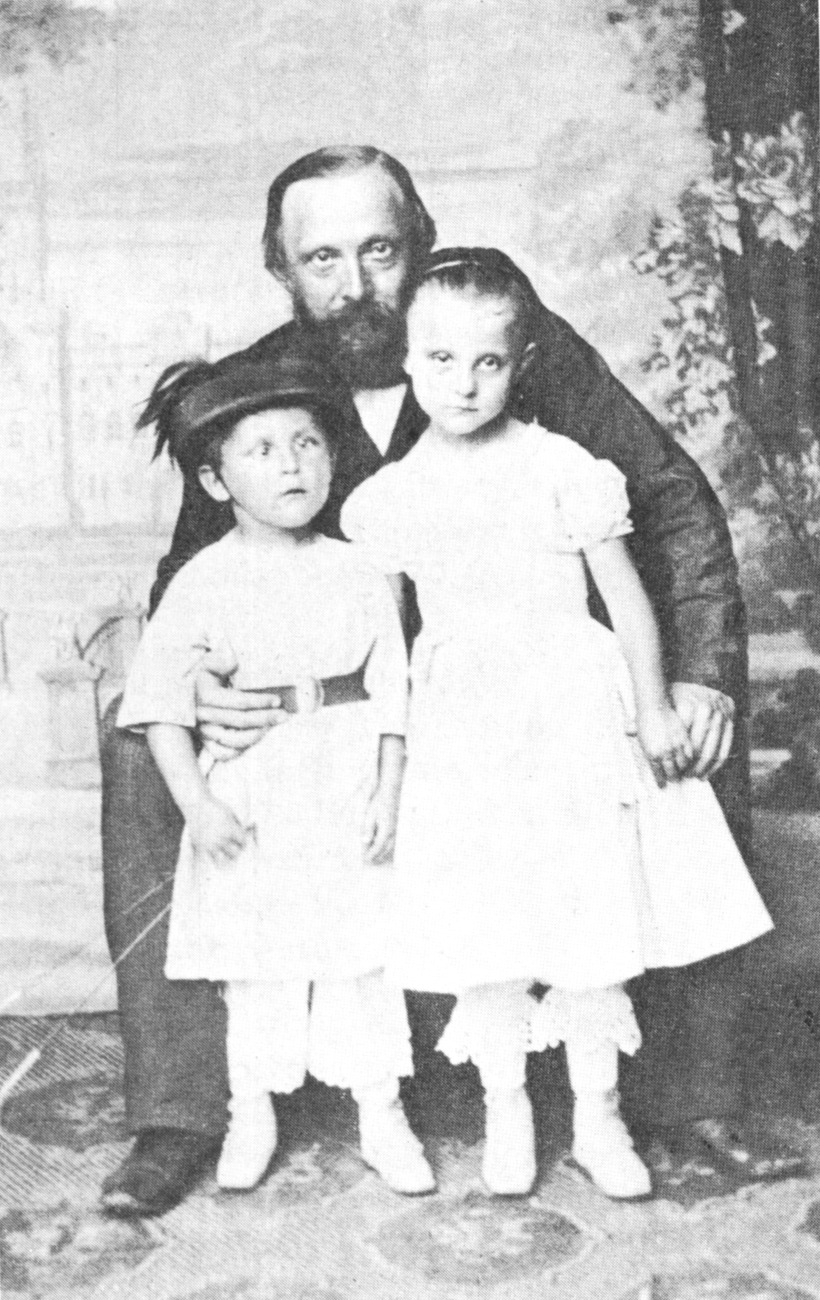
Rudolf Virchow z Ernstem i Adelą

Żoną Rudolfa Virchowa była Rosalina Ferdynanda Amalia z domu Mayer urodzona 29 lutego 1832. Małżeństwo miało trzech synów i trzy córki:
1. Carl (ur. 1 sierpnia 1851 w Würzburgu, zm. 21 września 1912 w Berlinie)
2. Hans (ur. 10 września 1852 w Würzburgu, zm. 5 października 1940)
3. Adele (ur. 1 października 1855 w Würzburgu)
4. Ernst (ur. 24 sierpnia 1858 w Berlinie)
5. Marie (ur. 26 czerwca 1866 w Berlinie, zm. 24 XII 1917 w Lipsku)
6. Hanna (ur. 10 maja 1875 Berlin)

Drugi syn, Hans Virchow studiował medycynę w Berlinie, Bonn, Strasburgu i Würzburgu. Pracował w Instytucie Anatomicznym Uniwersytetu w Würzburgu (w 1889 został profesorem anatomii). W latach 1886–1920 wykładał anatomię Berliner Hochschule für bildende Künste). Od 1887 roku został członkiem Deutsche Akademie der Naturforscher Leopoldina.